# Philips Plaque
A Philips Plaque egy díj volt a QMJHL-ben (mely egy junior jégkorongliga Kanadában), melyet az a játékos kapott meg, akinek a legjobb volt a buli elhozása %-ban. A buli azt jelenti, amikor a korongot bedobja a vezetőbíró a bulizó pontra és két játékos megküzd érte. A díj 1998 és 2002 között került kiosztásra.

## A díjazottak
| Szezon    | Játékos          | Csapat                       |
| --------- | ---------------- | ---------------------------- |
| 2001–2002 | Pierre-Luc Emond | Cape Breton Screaming Eagles |
| 2000–2001 | Pierre-Luc Emond | Drummondville Voltigeurs     |
| 1999–2000 | Eric Pinoul      | Sherbrooke Castors           |
| 1998–1999 | Eric Demers      | Moncton Wildcats             |
| 1997–1998 | Eric Demers      | Victoriaville Tigres         |